# Mr. Right Now
Mr. Right Now è un singolo del rapper britannico 21 Savage in collaborazione con il rapper canadese Drake, pubblicato il 13 ottobre 2020 come secondo estratto dall'album Savage Mode II.